# Полоничево
Полоничево (укр. Полоничеве) — село в Емильчинском районе Житомирской области Украины.
Код КОАТУУ — 1821784203. Население по переписи 2001 года составляет 112 человек. Почтовый индекс — 11210. Телефонный код — 4149. Занимает площадь 0,98 км².

## Адрес местного совета
11210, Житомирская область, Емильчинский р-н, с.Николаевка, ул.Шевченко, 43